# Andrés Hibernón

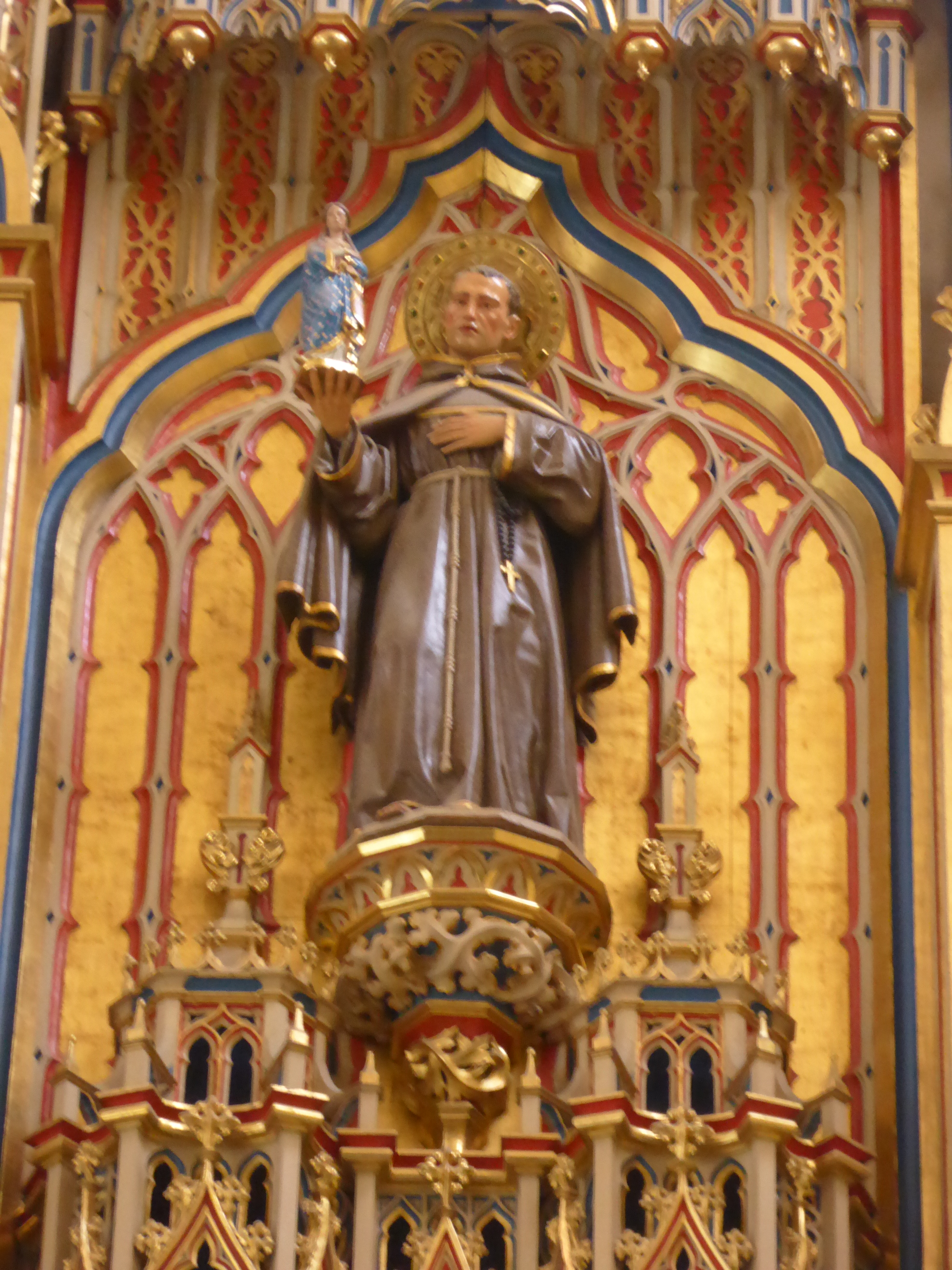
Imagen de Andrés Hibernón en el altar mayor de la catedral de Murcia

Andrés Hibernón Real (Murcia, 1534 - Gandía, 18 de abril de 1602) fue un religioso franciscano español, beato de la Iglesia católica.

## Infancia y juventud
Aunque nació en Murcia en casa de su tío, pasó su infancia en Alcantarilla donde estaba la residencia de sus padres. Su familia disponía de unas tierras y Andrés les ayudaba en las tareas agrícolas. Pero tras unos años de sequía tuvieron que enviarle a trabajar con su tío de Valencia. Desde los 14 años se dedicó a cuidar el ganado y otros menesteres similares. A los 20 años con ochenta ducados de plata regresó a su pueblo natal, pero fue asaltado por el camino robándole todo lo que llevaba. Tras unos meses trabajando en Granada para el regidor de Cartagena, ingresó con 22 años en el convento que los franciscanos tenían en Albacete.

## Su vida en la Orden Franciscana
Realizó la profesión a los 23 años tras el noviciado, en el que destacó por su humildad, sencillez y espíritu de sacrificio. Con 29 años solicita el paso a la orden de los descalzos de San Pedro de Alcántara para dedicarse a Dios con mayor disciplina. Por ese motivo se trasladó al convento de San José de Elche, donde coincidió con San Pascual Baylón convirtiéndose en grandes amigos.
Estuvo recorriendo diferentes ciudades del levante español hasta acabar su vida en Gandía. Entre las actividades conventuales que realizaba se encuentran los oficios de portero y limosnero. Siempre destacó por su humildad, sencillez, capacidad de realizar la conversión de moriscos y espíritu de sacrificio.
El 18 de abril de 1602 murió en el convento de San Roque de Gandía, fecha que predijo cuatro años antes. Fueron muchas las personas que acudieron a su muerte e intentaron coger algún objeto del fallecido.

## Reconocimientos tras su muerte
Su cuerpo incorrupto permaneció en el convento y luego en la iglesia del mismo nombre hasta que al inicio de la Guerra Civil fue destruido. Durante siglos fue objeto de visitas y peregrinaciones, sobre todo por fieles de la zona levantina. Los restos recuperados y ocultos durante la contienda, fueron trasladados finalmente a Alcantarilla y a la Catedral de Murcia, donde actualmente reciben la veneración de los fieles.
Aunque su beatificación se propuso en 1624, no se concedió hasta el 22 de mayo de 1791 que fue emitida por el Papa Pío VI.
En mayo de 1950 es nombrado Patrón de la ciudad de Alcantarilla.